# João Carlos (beach soccer)
Pour les articles homonymes, voir João Carlos.
João Carlos, né le 23 juin 1972, est un footballeur portugais international de beach soccer.

## Palmarès

### En sélection
| Compétitions mondiales | Compétitions continentales |
| --- | --- |
| - Coupe du monde - Finaliste en 2002 et 2005 - 3e en 2003, 2004, 2008, 2009 et 2011 - BSWW Mundialito (4) - Vainqueur en 2003, 2008, 2009 et 2012 - Finaliste en 2002, 2005, 2006, 2007, 2010, 2011 et 2013 - Coupe latine - Finaliste en 2001 et 2002, 2003 - 3e en 2005 - Copa das Nações - Finaliste en décembre 2013 - Copa Lagos - Finaliste en 2012 | - Euro Beach Soccer League (4) - Vainqueur en 2002, 2007, 2008, 2010 - Finaliste en 2004, 2005, 2006, 2009, 2013 - 3e en 2003, 2011 - Euro Beach Soccer Cup (4) - Vainqueur en 2002, 2003, 2004 et 2006 - Finaliste en 1999, 2010 et 2012 - 3e en 2005, 2007 et 2009 - Tournoi qualificatif à la Coupe du monde - Finaliste en 2008 et 2011 |

### Individuel
Élu meilleur gardien lors des Coupes d'Europe 2003 et 2004